# Romolo dalla Chiesa
Romolo dalla Chiesa (Saluzzo, 1921 – Roma, 20 aprile 2012) è stato un generale italiano dei Carabinieri, fratello di Carlo Alberto dalla Chiesa.

## Biografia
Figlio di Maria Laura Bergonzi e del generale Romano dalla Chiesa, che fu vicecomandante generale dei Carabinieri, e fratello di Carlo Alberto e Romeo.  Dopo essere stato assegnato ai carristi al termine dell'accademia militare di Modena dove era entrato nel 1940 con l'83º Corso "Rex" quale ufficiale di Fanteria, specialità carristi. Nel 1943, durante la seconda guerra mondiale, è decorato della medaglia d'argento al valor militare, per le sue azioni quale comandante di plotone in una compagnia del CCCXVI battaglione semoventi controcarri da 47/32 in Tunisia nel novembre 1942 con la seguente motivazione:
Nel dopoguerra anche lui poi intraprese la carriera nell'Arma dei Carabinieri. Negli anni Sessanta è al Sifar. Vicino al generale Giovanni de Lorenzo, è implicato nel piano Solo. Nominato colonnello, nel 1964 è capo di stato maggiore della divisione Ogaden di Napoli, che ha giurisdizione per tutta l'Italia meridionale.
Nel 1965 comanda il  4º Reggimento carabinieri a cavallo. Poi passa al comando della Legione Carabinieri del Lazio.
Da generale di brigata comandò l'VIII brigata Bari e la Brigata scuole carabinieri.
Nel 1981 il suo nome comparve nella lista degli appartenenti alla P2; in quel momento era in servizio al Comando generale dell'Arma.
Nominato generale di divisione, comandò la Divisione Ogaden.